# NGC 1018
NGC 1018 is een balkspiraalstelsel in het sterrenbeeld Walvis. Het hemelobject werd in 1886 ontdekt door de Amerikaanse astronoom Frank Muller.

## Synoniemen
- PGC 9986
- MCG -2-7-48